# قسم درونة الريفي (مقاطعة بردسكن)
قسم درونة الريفي (بالفارسية: دهستان درونه) هي منطقة ريفية تقع في إيران في خراسان رضوي. يقدر عدد سكانها بـ 3,684 نسمة .